# Transformator spawalniczy

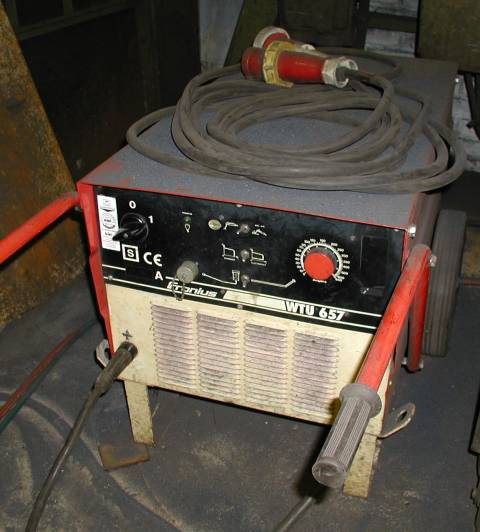
Spawarka transformatorowa

Transformator spawalniczy – transformator obniżający napięcie elektryczne i jednocześnie zwielokrotniający natężenie prądu elektrycznego. Jest głównym elementem transformatorowych spawarek elektrycznych. 
W zależności od technologii spawania napięcie wtórne, bez obciążenia, wynosi od 20 V do 60 V, a podczas spawania obniża się do kilkunastu V. Natężenie prądu zawiera się w granicach 20 – 600 A. Najprostsze spawarki mają układ ograniczania prądu wykonany w transformatorze w postaci bocznika pola magnetycznego między uzwojeniem pierwotnym a wtórnym lub w postaci regulowanej przerwy w magnetowodzie transformatora. 
Masa transformatora spawalniczego sięga 50 kg przy prądzie spawania 300 A.